# Jorge Brooke, 9.º Barão Cobham
Jorge Brooke, 9.º Barão Cobham‎‎ (‎George Brooke; c. 1497 - 29 de setembro de 1558) ‎‎KG‎‎, ‎‎senhor‎‎ da ‎‎Mansão de Cobham, Kent‎‎ e do ‎‎Castelo ‎‎Cooling, ‎‎Kent‎‎, foi um ‎‎nobre inglês, soldado e ‎‎magnata,‎‎ que participou da turbulência política depois da morte do rei ‎‎Henrique VIII‎‎.‎
‎Ele era o filho mais velho sobrevivente de ‎‎Thomas Brooke, 8.º Barão Cobham‎‎ com sua primeira mulher Doroteia Heydon, filha de Henrique Heydon‎‎ e Ana Bolena.‎
Seus avós paternos foram ‎‎João Brooke, 7.º Barão Cobham‎‎ e Margarida Neville, filha de ‎‎Eduardo Neville, 3.º Barão Bergavenny‎‎ e Katherine Howard. Seus avós maternos eram Henrique Heydon e Ana Bolena, filha de ‎‎Geoffrey Boleyn‎‎ e prima da segunda mulher do rei ‎‎Henrique VIII‎‎ e rainha consorte, ‎‎Ana Bolena.‎‎ O ‎‎3.º Barão Bergavenny‎‎ era o filho mais novo de ‎‎Raul Neville, 1.º Conde de Westmorland‎‎ e sua segunda mulher, ‎‎Lady Joan Beaufort‎‎, filha de ‎‎João de Gante, do terceiro casamento do 1.º Duque de Lancaster‎‎e meia-irmã do rei Henrique ‎‎IV.‎‎ ‎ A mulher de Bergavenny, Katherine Howard, era filha de Sir Robert Howard e Lady Margaret Mowbray. ‎‎O irmão de Katherine foi o primeiro ‎‎Howard‎‎ ‎‎Duque de Norfolk.‎‎ ‎‎Norfolk foi um antepassado das duas mulheres de Henrique VIII que foram decapitadas, ‎‎Ana Bolena‎‎ e ‎‎Catarina Howard.‎‎ ‎